# Портрет профессоров Капицы и Семёнова
«Портрет профессоров П. Л. Капицы и Н. Н. Семёнова» — двойной портрет, написанный русским художником-живописцем Борисом Кустодиевым в 1921 году.
Упоминание о картине в научно-популярной и научно-художественной литературе обычно связано с утверждением, что молодые учёные, предложив художнику написать их портрет, обещали стать знаменитыми — и это в действительности произошло.

## История
В 1920 году Б. М. Кустодиев из-за туберкулёза позвоночника был парализован уже четыре года, поэтому практически не выходил на улицу. Зимой 1919—1920 года П. Л. Капица в течение месяца потерял умерших от эпидемии «испанки» отца, двухлетнего сына, жену и новорождённую дочь. В мае 1921 года Капица писал матери из Англии: «Когда я оглядываюсь назад и вижу всё мною пережитое, меня берёт страх и удивление — неужели же, в самом деле, я всё это мог перенести?».
По воспоминаниям дочери Кустодиева, Капицу и Семёнова впервые привёл в их дом знакомый семьи, учившийся на архитектора, Пётр Иванович Сидоров. «П. Л. Капица бывал неоднократно на наших вечерах, участвовал в шарадах, шалил, веселился, показывал фокусы — „глотал“ ножи и вилки». Весной 1921 года Капица и Семёнов полушутя предложили Кустодиеву написать их портрет: «Вот Вы пишете портреты уже знаменитых людей. А почему бы Вам не написать портрет будущих знаменитостей? Художник тоже шутя поинтересовался, не собираются ли молодые люди стать Нобелевскими лауреатами, на что молодые люди сразу же ответили утвердительно».
В то время Кустодиев работал над картиной, изображавшей революционное празднество. Однако предложенный необычный для Кустодиева сюжет привлёк и заинтересовал художника — возможно, он заметил в молодых людях нечто, придавшее вес озорному словцу о «будущих знаменитостях». Лишённый возможности писать портрет в привычной для учёных обстановке — на рабочем месте в Рентгеновском институте, художник попросил принести какой-нибудь атрибут — символ их науки. Молодые учёные принесли рентгеновскую трубку.
По воспоминаниям Кустодиева, Капица и Семёнов в качестве гонорара за картину вручили художнику мешок пшена (по другим сведениям, примерно два пуда муки) и петуха — это была хорошая по тем временам цена. Продукты были заработаны у крестьянина за починку мельницы — Капица, живший у него за городом, рассчитал, построил и установил в хозяйстве небольшую турбинку (водяную мельницу).

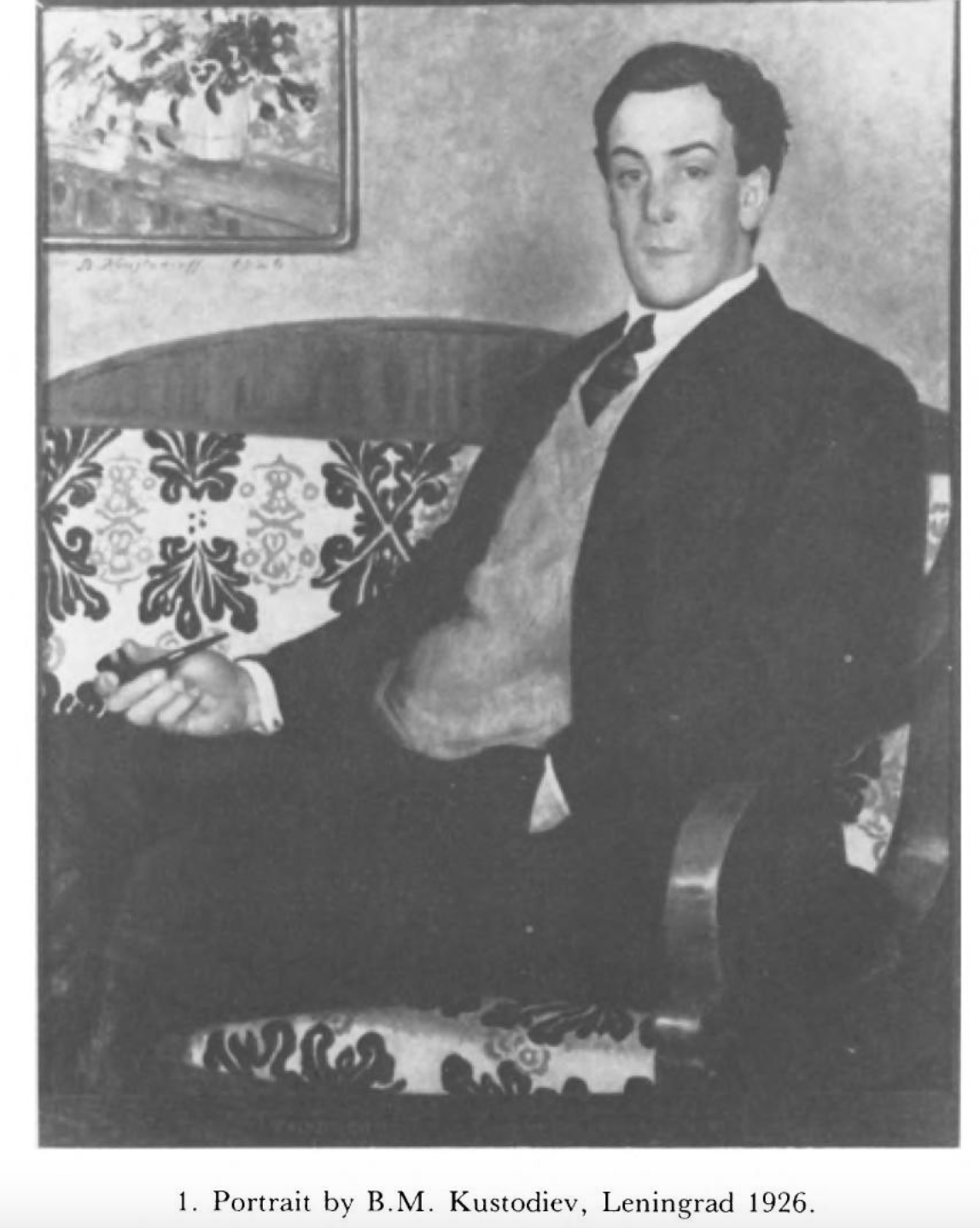
Портрет П. Л. Капицы. 1926

Позднее Капица и Кустодиев подружились, вели активную переписку, молодой учёный присылал художнику из Кембриджа масляные краски. Оба молодых учёных со временем стали академиками, а затем и Нобелевскими лауреатами — Н. Н. Семёнов в 1956 году по химии, а П. Л. Капица в 1978 году по физике.
Как следует из переписки Капицы, Кустодиев обещал писать его портреты каждые пять лет. В 1926 году, во время приезда Капицы в Ленинград, Кустодиев написал ещё один его портрет — «быстрый», «а ла прима» — который Капица привёз в Англию. В 1935 году этот портрет был передан его женой Анной Алексеевной в кембриджский Музей Фицуильяма.

## Художественные особенности
Картина размерами 71 × 71 см выполнена на холсте масляными красками. Художник, страдающий от серьёзной болезни, в то время редко рисовал большие полотна. Искусствоведы отмечают «камерность» и «лаконичность» этой работы и фотографическую точность портрета. Фоном для картины является пустая стена, полотно выдержано в тёплых оливковых тонах. Лица молодых учёных обращены друг к другу, они увлечены беседой. В руках Семёнова рентгеновская трубка, а в руке Капицы — курительная трубка. Художнику удалось передать незаурядность, оптимизм молодых людей и свою симпатию к ним.
Этот портрет (который нравился и самому художнику) — одно из значительных произведений русского портретного искусства первой половины XX века наряду с такими известными работами Кустодиева, как «Русская Венера», «Портрет Ф. И. Шаляпина» и другие.

## Принадлежность картины и копия
Согласно завещанию П. Л. Капицы, картина была передана его вдовой Анной Алексеевной Российской академии наук и находится в Мемориальном музее-кабинете академика П. Л. Капицы в Москве.
В 1960-х годах Пётр Леонидович Капица, которому принадлежала картина, подарил на юбилей Н. Н. Семёнову копию портрета с надписью на обороте: «Портрет хорошо сохранился, а мы здорово постарели. Но в душе мы оба такие же молодые и глупые, как выглядим на портрете».

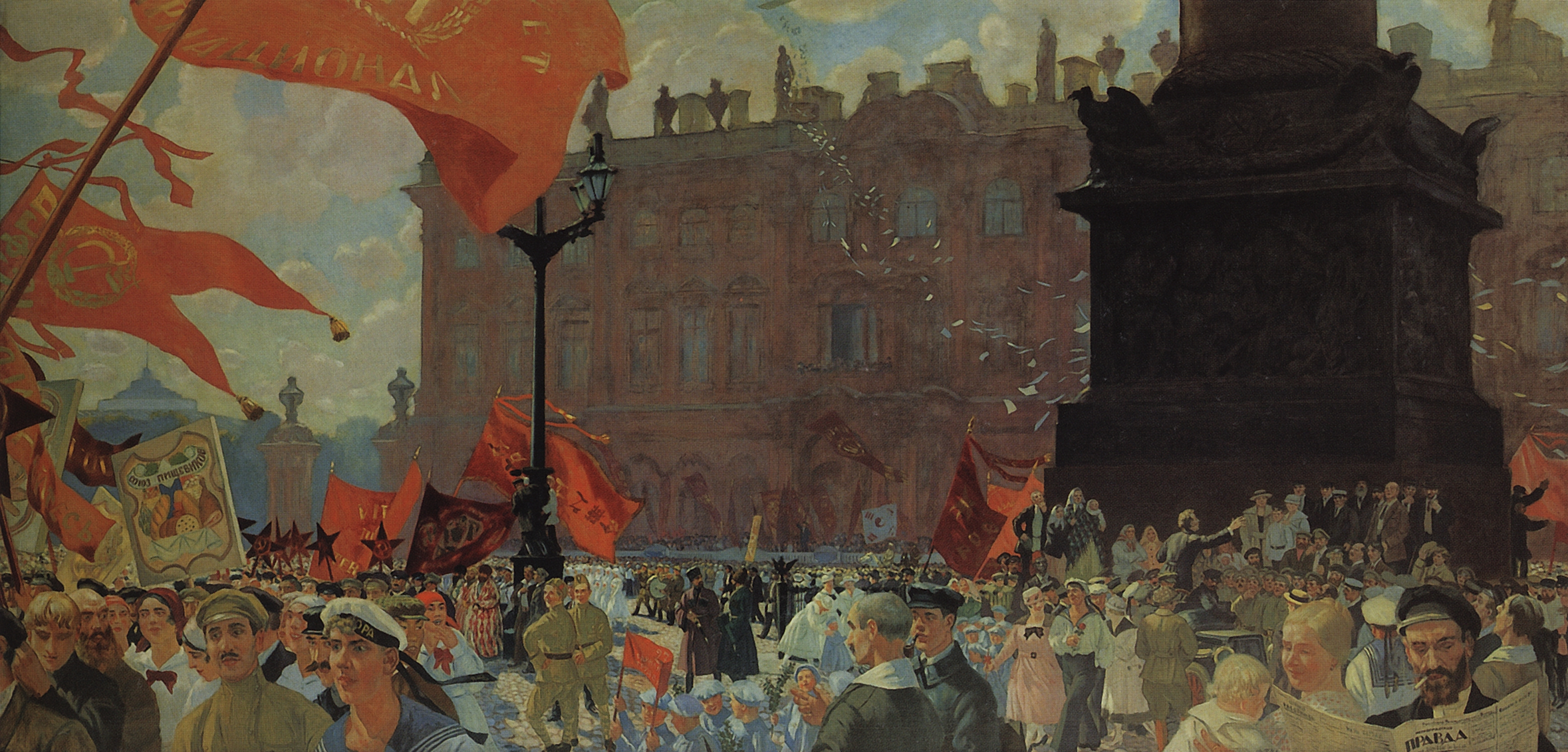
Праздник в честь открытия II конгресса Коминтерна 19 июля 1920 года. Демонстрация на площади Урицкого

## Использование персонажей в другой картине
Кустодиев использовал наброски к портрету и для другой своей работы. Поменяв ракурс и сменив одежду, художник также изобразил П. Л. Капицу и Н. Н. Семёнова на большом полотне «Праздник в честь открытия II конгресса Коминтерна 19 июля 1920 года. Демонстрация на площади Урицкого». Эту картину художник начал писать в 1920 году, а закончил в 1921 году. Прямо по центру картины крупным планом изображён будущий академик Н. Н. Семёнов, а рядом с ним в кожанке с портфелем и трубкой в зубах — П. Л. Капица. Кроме этого, на картине есть ещё два персонажа с лицом Капицы — матрос с розой и слушатель на митинге в правом нижнем углу картины.